# Astromóvil marciano

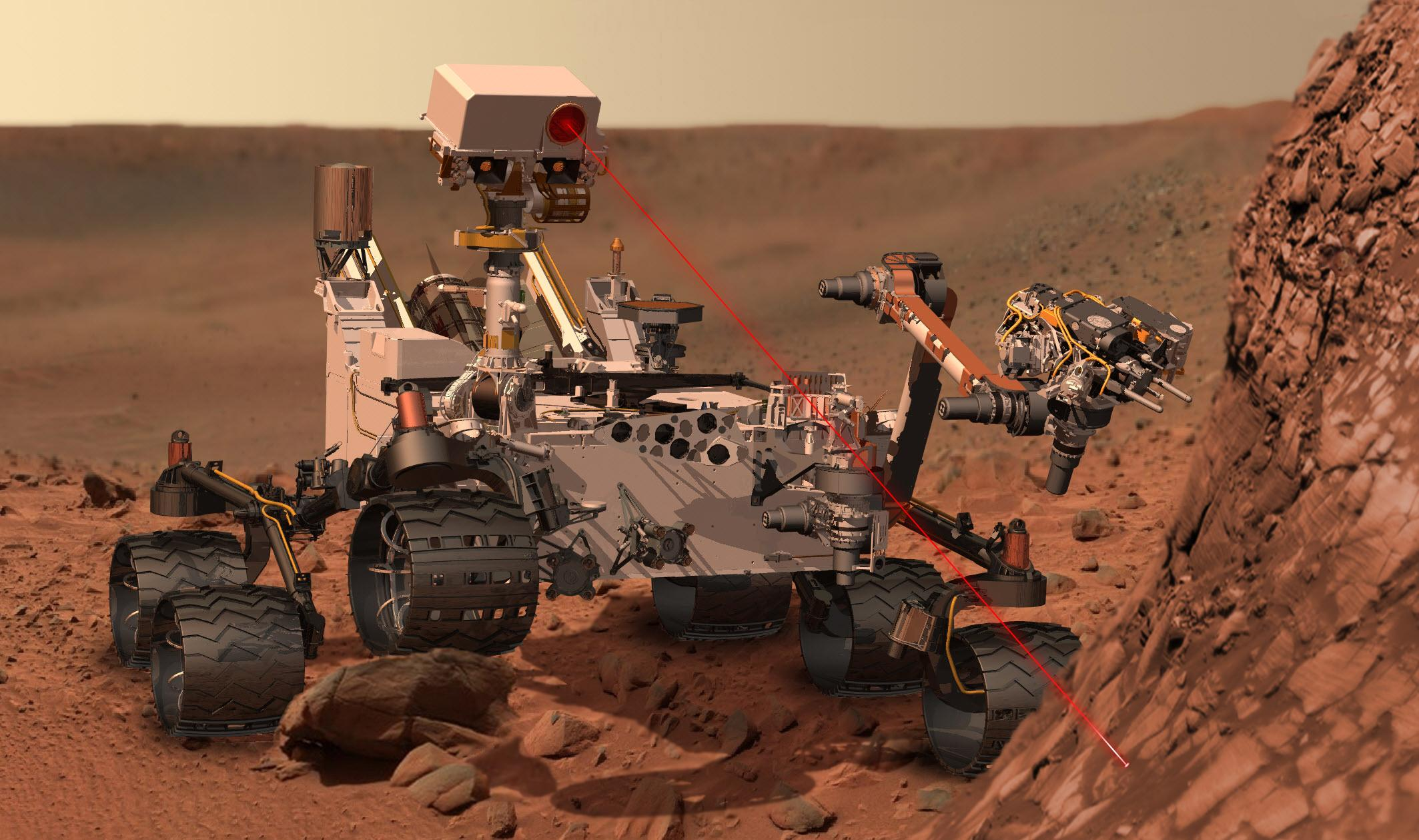
Concepción del rover Curiosity vaporizando rocas en Marte. El rover aterrizó en Marte en agosto de 2012.

Un astromóvil marciano o rover marciano es un astromóvil (vehículo motorizado de exploración espacial) específicamente diseñado para moverse a través de la superficie del planeta Marte mediante rodadura. Estos vehículos tienen varias ventajas respecto los módulos de aterrizaje estacionarios: son capaces de examinar áreas de territorio más amplio, pueden ser dirigidos a zonas con interés científico, pueden situarse en posiciones donde reciben luz solar durante los meses de invierno y son capaces de obtener conocimiento del entorno para ser controlados de forma remota.
A lo largo de la historia ha habido seis astromóviles que han operado con éxito en el planeta rojo. El Laboratorio de Propulsión a Reacción gestionó la misión Mars Pathfinder con el rover Sojourner, aunque actualmente está inactiva. Actualmente gestiona la misión Mars Exploration Rover con los astromóviles Opportunity y Spirit, ambos inactivos, como parte de la misión del Mars Science Laboratory, el rover Curiosity y en la misión Mars 2020, el rover Perseverance. Por otro lado, CASC gestiona actualmente la misión Tianwen-1 con el rover Zhu Rong.
El 24 de enero de 2014, la NASA informó que los estudios que actualmente se están llevando a cabo sobre el planeta rojo por los astromóviles Curiosity y Opportunity, están buscando evidencia de vida antigua, incluyendo una biosfera basada en microorganismos autótrofos, quimiótrofos, y quimiolitoautotrófico, así como indicios de la existencia de agua. Actualmente, el objetivo principal de la NASA, es la búsqueda de evidencia de habitabilidad, tafonomía (relativo a los fósiles) y carbono orgánico en el planeta Marte.

## Misiones

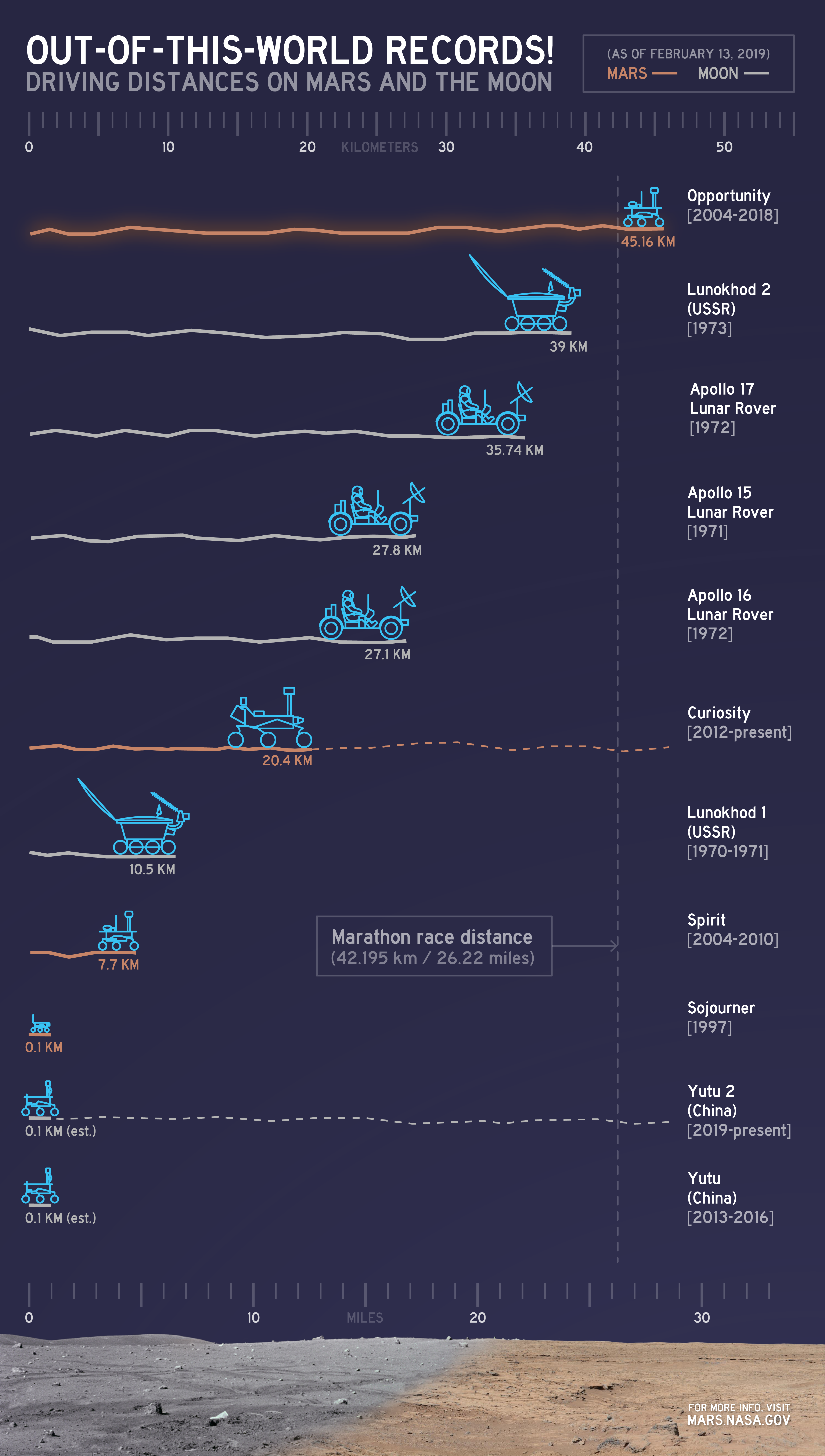
Comparativa de distancias recorridas por diversos vehículos en la superficie de la luna, la Tierra y Marte.

### Activas
- Curiosity, Mars Science Laboratory (MSL), creado por la NASA, fue lanzado el 26 de noviembre de 2011 a las 10:02 EST[5][6] y amartizó en la llanura Aeolis Palus cerca de Aeolis Mons (apodado "Mount Sharp")[7][8][9][10] en el cráter Gale el 6 de agosto de 2012, a las 05:31 UTC.[11][12][13] El Curiosity seguía funcionando en febrero de 2025.
- Perseverance, un astromóvil de la NASA basado en el Curiosity, lanzado en 2020 y que amartizó con éxito el 18 de febrero de 2021.
- Zhu Rong, vehículo de la CNSA lanzado en 2020. Amartizó con éxito el 14 de mayo del 2021 en una región marciana conocida como Utopia Planitia.

### Inactivas
- Mars 3, Prop-M rover, 1971, se perdió cuando el Mars 3 dejó de comunicarse 20 segundos después del amartizaje.[14]
- Sojourner rover, Mars Pathfinder, amartizó satisfactoriamente el 4 de julio de 1997. Las comunicaciones se perdieron el 27 de septiembre de 1997.
- Beagle 2, Planetary Undersurface Tool, perdido con el Beagle 2 en el despliegue de Mars Express en 2003.[15] Un mecanismo de resorte comprimido fue diseñado para permitir el movimiento a través de la superficie a una velocidad de 1 cm por 5 segundos[15] y para excavar en el suelo y recoger una muestra del subsuelo en una cavidad que se hallaba en su punta.
- Spirit  (MER-A), Mars Exploration Rover, fue lanzado el 10 de junio de 2003 a las 13:58:47 EDT[16] y amartizó satisfactoriamente el 4 de enero de 2004. Casi 6 años después de que terminase el límite original de la misión, el Spirit había cubierto una distancia total de 7,73 km (4,8 mi), pero sus ruedas quedaron atrapadas en la arena del planeta rojo.[17] El 26 de enero de 2010, reconoció que había desistido en sus esfuerzos para liberar al rover y declaró que pasaría a utilizarse como una plataforma científica estacionaria.[18] La última comunicación recibida del astromóvil fue el 22 de marzo de 2010 y la NASA estuvo intentado restablecer la comunicación hasta el 25 de mayo de 2011.[19]
- Opportunity (MER-B), astromóvil para la exploración en Marte, fue lanzado el 7 de julio de 2003 a las 23:18:15 EDT[16] y amartizó satisfactoriamente el 25 de enero de 2004. El 20 de marzo de 2010 el Opportunity sobrepasó el anterior récord de longevidad en una misión en Marte,  el 28 de julio de 2014 sobrepasó el anterior récord de distancia recorrida fuera de la Tierra, cubriendo una distancia total de 40,25 km (25,0 mi).[20][21][22][23]  El Opportunity perdió comunicaciones en junio del 2018. El martes 12 de febrero de 2019 la NASA realizó un último intento de comunicarse con el Astromóvil sin éxito, al día siguiente anunciaron el cese oficial de la misión.[24]

### Planeadas
- Está previsto que el astromóvil europeo-ruso ExoMars Rosalind Franklin se lance en 2023.

## Logros
La NASA distingue entre objetivos de la «misión» y objetivos de la «ciencia». Los objetivos de la misión están relacionados con los avances en los procesos de desarrollo y la tecnología espacial. Los objetivos científicos son llevados a cabo/satisfechos por los instrumentos durante su misión en el espacio
Los detalles científicos de cada vehículo dependen del equipamiento que lleven. El objetivo principal de los astromóviles  Spirit  y  Opportunity  es descubrir "la historia del agua en Marte".
(La presencia de agua podría reducir considerablemente los costes de la misión.)
Los cuatro objetivos científicos a largo plazo del Programa de Exploración de Marte de la NASA son:
- Determinar si en algún momento hubo vida en Marte.
- Caracterizar el clima de Marte.
- Caracterizar la geología de Marte.
- Prepararse para la exploración humana.[26]

## Galería

Mars Rovers
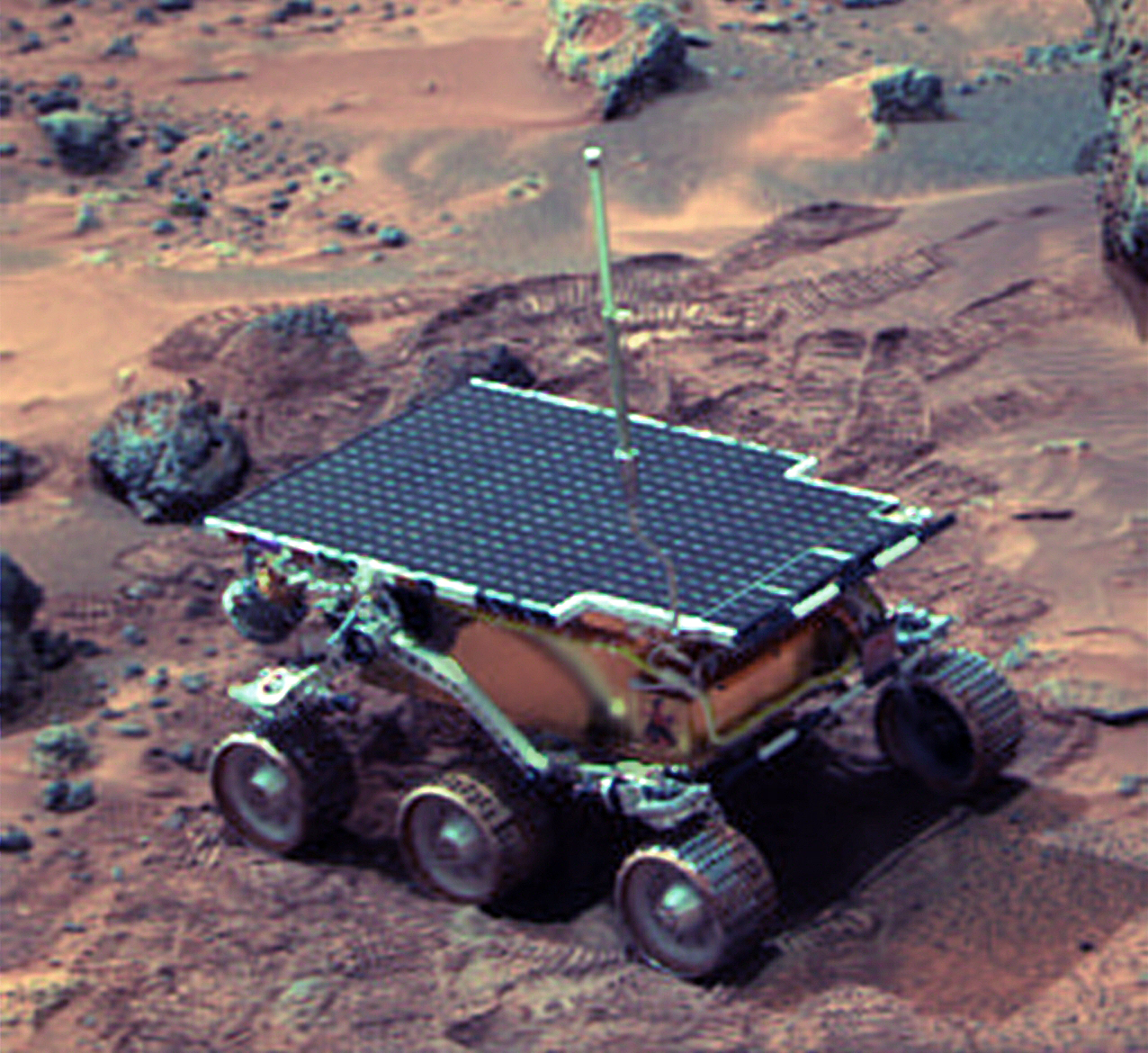
Rover Sojourner en Marte.
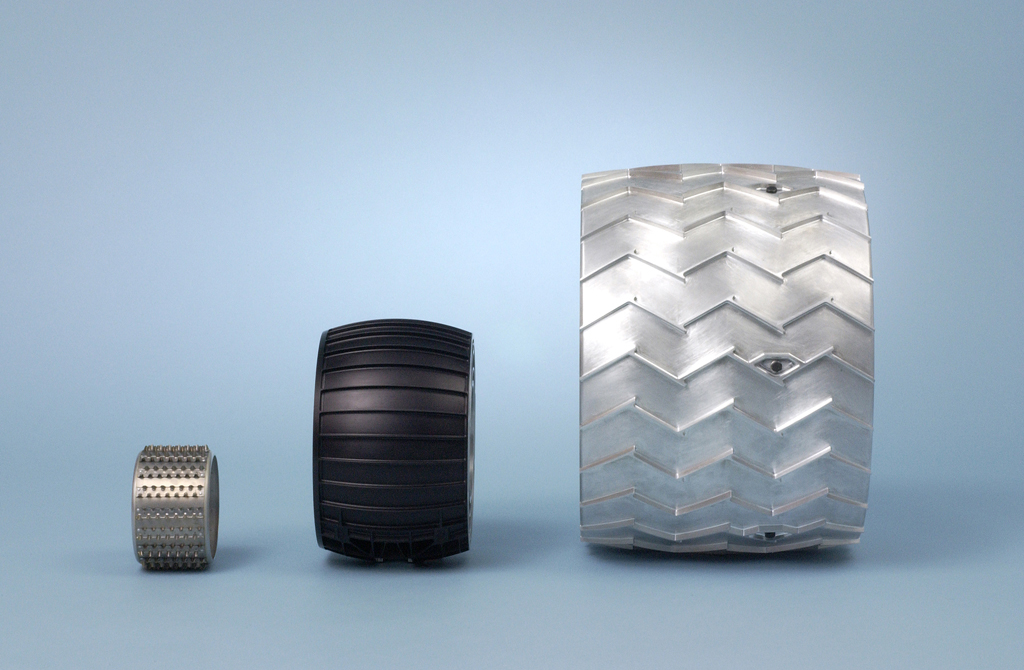
Comparativa: Mars Sojourner rover, MER, MSL.
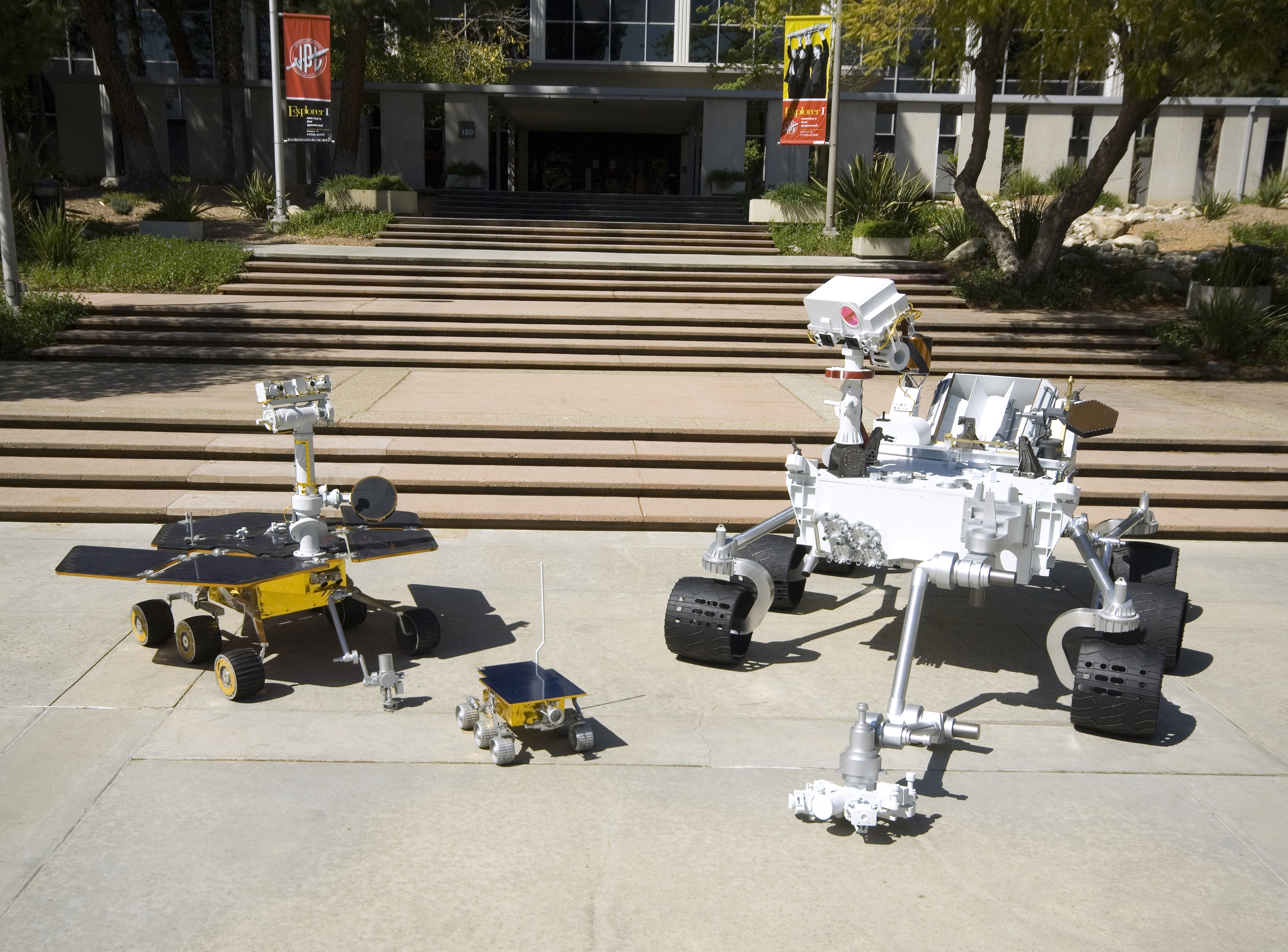
Comparativa: MER, Sojourner rover, MSL.
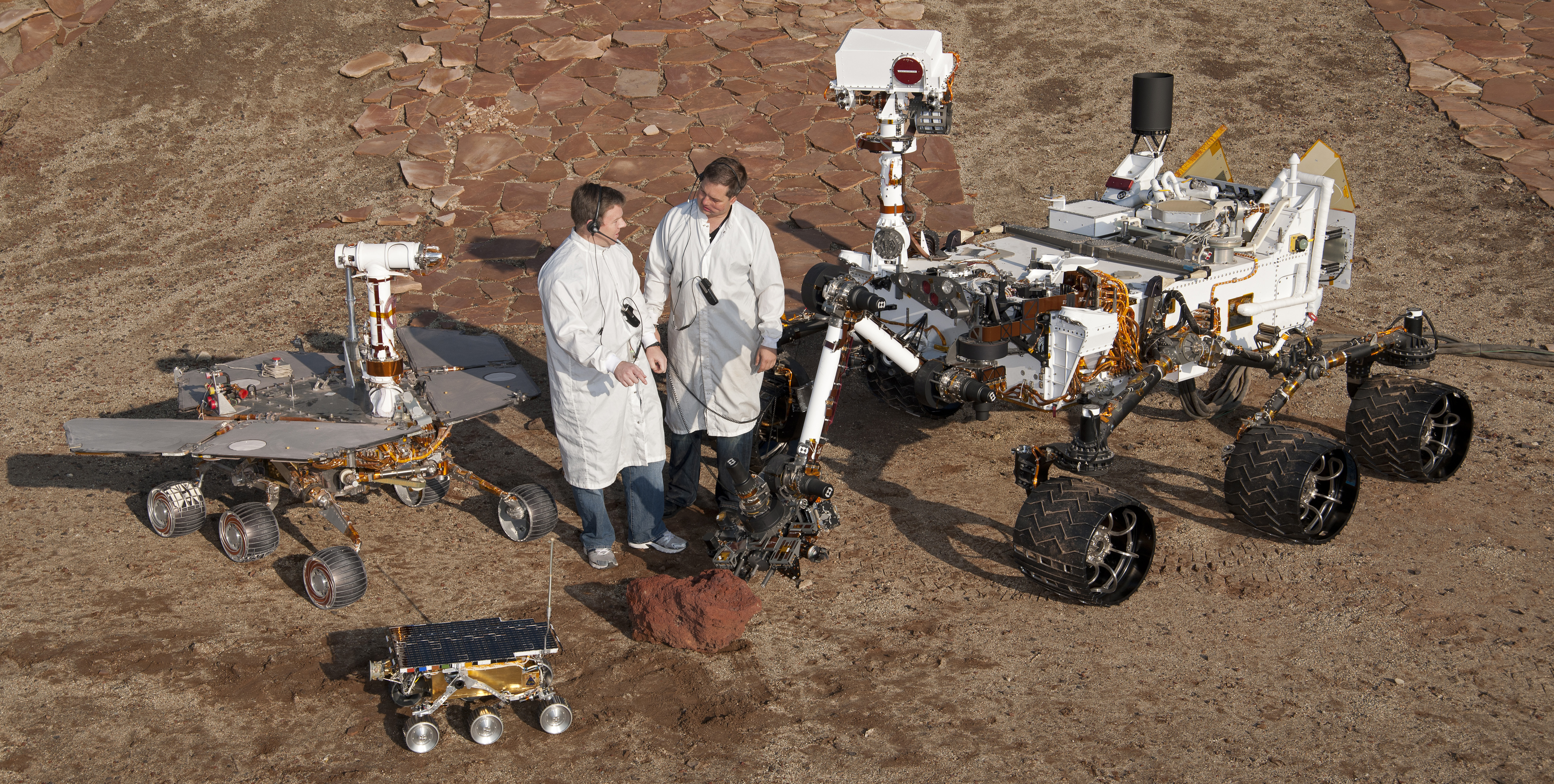
Comparativa: MER, Sojourner rover, MSL.
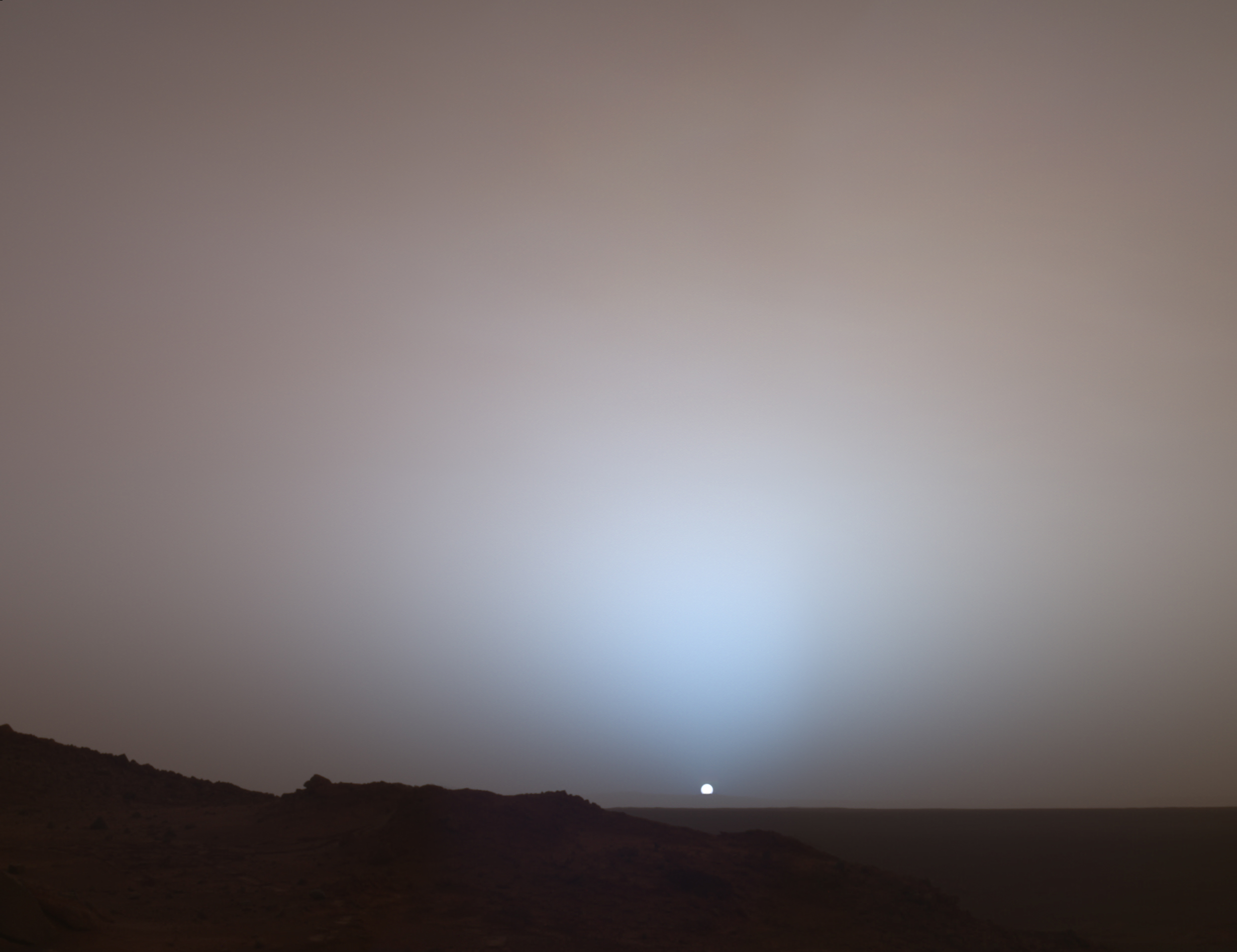
Atardecer marciano visto por el rover "Spirit" (mayo de 2005).